# Soshangane
Soshangane (Nkosi Soshangane Manukozi Nxumalo, conegut pels portuguesos com Manicusse) (Zululàndia, 1790, Mosape a Mashonaland, 11 d'octubre de 1858) fou un cap militar dels ndwandwe (branca dels ngunis) que va lluitar contra el rei Shaka dels zulus, i després va envair els territoris del modern Moçambic vers el 1820 on va crear l'anomenat Imperi de Gaza vers 1831. Era fill de Zikode, net de Gaza i descendent de Manukuza, i era cap del clan iKholo dels ndwandwe (subgrup dels nguni).
El gran conflicte (mfecane) que va afectar els zulus en temps del rei Shaka, va derivar el 1820 en la invasió de terres de l'Àfrica austral pels exèrcits nguni; els grups principals que van envair Moçambic inicialment foren els jere dirigits per Zwangendaba i els ndwandwe dirigits per Soshangane, que en conjunt foren coneguts com a nguni per la seva llengua (que és la mateixa que els swazis, els zulus i els xhosa). Els nguni es van barrejar amb els tsonga (vátua dels portuguesos, formats pels ronga, ndzawu, xona i chopi); el poble resultant fou anomenat inicialment per Soshangane com a gaza, del nom del seu avi el guerrer Gaza, i després amaShangane, i va originar els modern shangaan. Soshangane va imposar la llengua i costums nguni als tsonga i va establir el sistema militar de Shaka. Els homes de Soshangane van atacar Badia Delagoa, Inhambane i Rios de Sena i va aconseguir alguns tributs dels capitans portuguesos. La seva residència inicial fou a la zona propera al modern Maputo.
El 1828 Shaka va enviar un exèrcit dirigit per Dingana (o Dingane) i Mhlangana, però aquestes forces foren afectades per la manca de provisions i les malalties i Soshangane els va poder derrotar a finals de 1828. Soshangane es va traslladar llavors més al nord, al Sabi mitjà, on ja s'havia establert Zwangendaba i un altre cap nguni, Nxaba; les tribus dels tres caps van conviure en harmonia fins al 1831, quan es van enfrontar Zwangendaba i Soshangane, i el primer fou derrotat i va haver de fugir; llavors Soshangane va atacar a Nxaba, que es va retirar cap a la moderna Tanzània. El triomfador va establir un imperi que fou anomenat Gaza o Kwa Gaza, i el poble va rebre el nom de gaza o el d'amashangane (shangaan). Al seu zenit dominava entre el Zambezi i la badia Delagoa, amb capital a Manjacazi a la moderna província de Gaza. Incloïa parts del sud-est del modern Zimbàbue i seguia cap al riu Save, les províncies de Manica i Sofala, la moderna província de Gaza i la moderna província de Maputo incloent-hi zones de l'actual Sud-àfrica.
Soshangane va morir l'11 d'octubre de 1858 i el va succeir el seu fill Mawewe, que probablement no era l'hereu designat (ho seria l'altre fill Mzila). Dues filles es van casar amb el rei swazi, Mswati II.